# Burgstall Hirschstein (Hohenfels)
Der Burgstall Hirschstein bezeichnet eine abgegangene mittelalterliche Höhenburg auf dem „Hirschstein“ etwa 1775 bis 1800 Meter nordnordwestlich von Großbissendorf, einem Ortsteil der Gemeinde Hohenfels im Landkreis Neumarkt in der Oberpfalz in Bayern. Sie liegt heute innerhalb des Truppenübungsplatzes Hohenfels und ist deshalb nur selten zu besuchen. Über diese Burg sind keine geschichtlichen oder archäologischen Informationen bekannt. Zuvor diente die Stelle als vorgeschichtliche Höhensiedlung, dort wurden vorgeschichtliche Keramikbruchstücke als Lesefunde gemacht, sie befinden sich heute Museum Amberg. Erhalten haben sich von der Anlage nur ein ovaler Ringwall, die Stelle ist als Bodendenkmal Nummer D-3-6736-0049: Burgstall, vorgeschichtliche Höhensiedlung geschützt.

## Beschreibung
Die Burgstelle befindet sich auf der Kuppe des Hirschsteines, eines 539,8 m ü. NN Hohen und nach Norden sowie nach Süden steil abfallenden Berges. Nur im Südosten und im Nordwesten schließen sich zwei tieferliegende Bergsattel an, denen weitere Berge folgen. Die Kuppe des Hirschsteines wird von einer steil aufragenden, sieben Meter hohen und etwa 19 mal 10 Meter messenden Felsplatte bekrönt. Ihre Oberfläche ist sehr eben. Um diese Felsplatte zieht sich ein ovaler Ringwall, der einen Durchmesser in Ost-West-Richtung von 52 Meter und in Nord-Süd-Richtung von 34 Meter aufweist. In seiner Nordostecke befindet sich ein Zangentor. Der von innen gemessen 1 bis 1,5 Meter und von außen 2,5 Meter hohe und auf seiner Krone einen Meter breite Wall enthält eine Trockenmauer. Im südlichen Teil des Innenraumes der Befestigung wird der Ringwall mit einem 0,5 Meter hohen Wallzug mit der Felsplatte verbunden.